# Escut de Jorba
L'escut oficial de Jorba té el següent blasonament:
Escut caironat quarterat en sautor: 1r i 4t de gules, un cometa d'argent; 2n i 3r d'atzur, un castell d'or obert. Per timbre una corona de baró.

## Història
Va ser aprovat el 14 de desembre de 1995 i publicat al DOGC el 10 de gener de l'any següent amb el número 2152.
El castell de Jorba (que surt duplicat a l'escut) ha estat el centre d'una baronia des del segle xii, i d'aquí prové la corona de baró. El cometa d'argent sobre camper de gules, que també apareix duplicat, són les armes parlants dels Rajadell, barons de Jorba al segle xv.